# Ipomoea leucantha
Ipomoea leucantha es una especie fanerógama de la familia Convolvulaceae.

## Clasificación y descripción de la especie
Enredadera delgada, herbácea, voluble o rastrera, anual; tallo anguloso, liso o estriado; hoja ovada, subtrilobada o trilobada, de (2.6)3 a 5.3 cm de largo, de (1.6)2 a 4.4 cm de ancho, ápice acuminado, con frecuencia mucronado; inflorescencia con tres a cinco flores; sépalos desiguales, elípticos o sublanceolados, de seis a ocho mm de largo, cartáceos, agudos, los exteriores más cortos, con tres nervaduras prominentes, pilosos, los interiores glabros, con frecuencia ciliados; corola con forma de embudo (infundibuliforme) a subcampanulada, de 1.2 a 1.4 cm de largo, de color lila a purpúreo, el tubo más pálido; el fruto es una cápsula subglobosa, con 4 semillas, subglobosas, triangulares, sin pelos.

## Distribución de la especie
La distribución de esta planta es amplia en el este de Estados Unidos, llegando hasta el noroeste, centro y oriente de México, en los estados de Sinaloa, Michoacán y Veracruz.

## Ambiente terrestre
Esta especie se colectó en una zona urbana de Michoacán como un elemento ruderal. Altitud registrada de 1900 m. Florece de septiembre a noviembre.

## Estado de conservación
No se encuentra bajo ningún estatus de protección.